# D-乳酸デヒドロゲナーゼ (キノン)
D-乳酸デヒドロゲナーゼ (キノン)（D-lactate dehydrogenase (quinone)）は、次の化学反応を触媒する酸化還元酵素である。
(R)-乳酸 + キノン {\displaystyle \rightleftharpoons } ピルビン酸 + キノール
補酵素としてFADを用いるフラボタンパク質。

## 分布
基本的にプロテオバクテリアに限られるが、例外的にその他の真正細菌や真核生物からも遺伝子が見出される。細胞膜の細胞質側表面に局在している。

## 構造
大腸菌由来の酵素は分子量約65 kDaで、FAD結合ドメイン、キャップドメイン、膜結合ドメインの3部からなる。この膜結合部位は正電荷に富んでおり、細胞膜リン脂質のリン酸基と静電的相互作用によって結合していることが特徴的である。